# یادگاری (فیلم)
یادگاری (به انگلیسی: Memento) فیلمی نئو نوآر و روانشناسانه به کارگردانی کریستوفر نولان و محصول سال ۲۰۰۰ است. نولان فیلم‌نامه را بر پایهٔ داستان کوتاهی از برادرش، جاناتان نوشته‌است. گای پیرس، کری-ان ماس و جو پانتولیانو در این فیلم بازی کرده‌اند. ممنتو شامل سکانس‌های سیاه و سفید می‌باشد که روایت آن‌ها خطی است و سکانس‌های رنگی که وقایع به صورت برعکس (از آخر به اول) در آن‌ها روایت می‌شود. در آخر داستان این دو نوع روایت‌ها به هم پیوند می‌خورد.
ممنتو در ۵ سپتامبر ۲۰۰۰ در جشنواره فیلم ونیز اکران شد و مورد تحسین منتقدان قرار گرفت. منتقدین ساختار  روایت غیرخطی فیلم را ستودند. فیلم در گیشه هم موفق بود و جوایز و نامزدی‌های بسیاری دریافت کرد، از جمله نامزدی جایزه اسکار بهترین فیلم‌نامه غیرافتباسی و بهترین تدوین فیلم. از این فیلم به عنوان یکی از بهترین فیلم‌های دهه ۲۰۰۰ میلادی یاد می‌شود.

## خلاصه داستان
لئونارد شلبی (گای پیرس) بر اثر یک اتفاق، حافظه کوتاه مدت خود را از دست می‌دهد و با کمک یادداشت‌ها، خالکوبی‌ها و عکس‌هایش سعی می‌کند کسی که همسرش را کشته‌است پیدا کند و انتقام بگیرد. در خالکوبی‌هایش اشاره شده که فردی به نام جان یا جیمز با نام   خانوادگی جی.....[ادامه نامعلوم] همسر او را کشته‌است و به‌دنبال او می‌گردد. به کمک پلیسی به نام تدی شخصی به نام جیمی گراندز را پیدا کرده و می‌کشد و لباس‌ها و ماشین او را صاحب می‌شود و آنجا پی‌می‌برد که نام واقعی تدی جان ادوارد گمل است. شماره پلاک ماشین او را به عنوان مظنون بعدی یادداشت کرده و روی بدنش خالکوبی می‌کند. در کتش که در واقع کت جیمی بوده آدرس یک بار را پیدا کرده و به آنجا می‌رود و در آنجا با ناتالی همسر جیمی آشنا می‌شود. در پایان طی ماجراها و اتفاقاتی ناتالی که دوستش در اداره صدور گواهینامه کار می‌کند رد پلاک ماشین را گرفته و او می‌رود در همان مکانی که جیمی گراندز را کشته بود تدی را می‌کشد.

## داستان
فیلم با نمایی از یک عکس پولاروید شروع می‌شود که تصویر یک مرد مرده را نشان می‌دهد. این تصویر به صورت معکوس پخش می‌شود؛ عکس به حالت ناپیدا و خام بازمی‌گردد و وارد دوربین می‌شود، سپس مرد پیش از این که به سرش شلیک شود دیده می‌شود. روایت فیلم به صورت رفت و برگشتی میان سکانس‌هایی با رنگ سیاه و سفید و رنگی ادامه پیدا می‌کند.
در بخش‌های سیاه و سفید، لئونارد شلبی، کارمند سابق بیمه که حافظه کوتاه‌مدتش را از دست داده، در یک اتاقک کوچک با فردی ناشناس صحبت می‌کند. لئونارد نمی‌تواند خاطرات جدید را به یاد بیاورد؛ او پس از حمله دو مرد حافظه‌اش را از دست داده است. او معتقد است قاتل همسرش، کاترین، مردی به نام «جان جی» یا «جیمز جی» است، اما پلیس فقط یک نفر را عامل می‌داند. لئونارد برای یافتن حقیقت از یادداشت‌ها، عکس‌های فوری و تتوهایی که روی بدنش دارد استفاده می‌کند تا اطلاعاتش را ثبت کند. او همچنین یاد سامی جانکیس، مردی با بیماری مشابه را مرور می‌کند؛ سامی در بیمه رد شد و همسرش در اثر اشتباه او در تزریق انسولین جان خود را از دست داد.
سکانس‌های رنگی اما به شکل معکوس و برعکس روایت می‌شوند. در آن بخش‌ها، لئونارد تتوی شماره پلاک ماشینی را روی بدنش حک می‌کند که به دنبال مردی به نام «جان جی» است. او با ناتالی، یک بارمن آشنا می‌شود که از او استفاده می‌کند تا مردی به نام داد را از شهر دور کند و قول می‌دهد شماره پلاک را چک کند. لئونارد با مردی به نام تِدی در تماس است که او را در یافتن داد کمک می‌کند، اما درباره ناتالی هشدار می‌دهد. ناتالی مدارک رانندگی تِدی را به لئونارد می‌دهد که نام واقعی‌اش جان ادوارد گامل است. لئونارد پس از بررسی، به تِدی مشکوک می‌شود و او را به ساختمانی متروکه می‌کشاند و در نهایت به او شلیک می‌کند.
در آخرین بخش سیاه و سفید، لئونارد طبق درخواست تماس‌گیرنده با تِدی که مامور مخفی است ملاقات می‌کند. تِدی او را به ساختمانی می‌برد که جان جی، جیمی، در آن حضور دارد. لئونارد جیمی را خفه می‌کند و از جسدش عکس می‌گیرد. وقتی عکس ظاهر می‌شود، داستان به سکانس‌های رنگی برمی‌گردد. لئونارد لباسش را با جیمی عوض می‌کند و صدای جیمی را می‌شنود که نام «سامی» را زمزمه می‌کند. این باعث می‌شود که لئونارد به شک بیفتد و به نقش جیمی در قتل همسرش مشکوک شود. تِدی می‌گوید جیمی همان «جان جی» است، اما وقتی لئونارد متوقف نمی‌شود، اعتراف می‌کند که یک سال پیش به لئونارد در کشتن قاتل واقعی کمک کرده و از آن زمان دارد از او سوءاستفاده می‌کند. تِدی توضیح می‌دهد که چون نام «جان جی» رایج است، لئونارد هر بار حافظه‌اش را از دست می‌دهد و دوباره به دنبال قاتل می‌گردد و حتی تِدی خودش ممکن است فردی با همین نام باشد. همچنین فاش می‌کند که داستان سامی در واقع خاطره سرکوب‌شده‌ای از لئونارد است که برای فرار از حس گناه ساخته شده.
پس از این اعتراف، لئونارد عکس‌های جیمی و خودش را می‌سوزاند و روی سینه‌اش جایی که تتوی موفقیت انتقامش را قرار داده، اشاره می‌کند. در پایان، او می‌گوید حاضر است برای رسیدن به عدالت به خودش دروغ بگوید و تصمیم می‌گیرد تِدی را هدف بعدی خود کند؛ شماره پلاک تِدی را تتو می‌کند و یادداشتی می‌نویسد که به خودش هشدار دهد به تِدی اعتماد نکند تا روزی او را با «جان جی» اشتباه بگیرد و بکشد. لئونارد با ماشین جیمی دور می‌شود و با وجود دروغی که به خودش گفته، مطمئن است که از پیامدهای اعمالش آگاه خواهد بود.

## بازیگران
- گای پیرس - لئونارد
- کری-ان ماس - ناتالی
- جو پانتولیانو - تدی
- مارک بون جونیور - برت
- استیون توبولوسکی - سمی
- هریت سنسوم هریس - خانوم جانکیس
- کلوم کیت رنی - داد
- لری هولدن - جیمی
- جورجا فاکس - همسر لئونارد
- ماریان مولرلایلی - هنرمند خال‌کوبی
- توماس لنون - دکتر

## واکنش‌ها
ممنتو در گیشه با موفقیت روبرو شد. این فیلم بیش از ۲۵ میلیون دلار در آمریکای شمالی و ۱۴ میلیون دلار در دیگر کشورها درآمد ناخالص کسب کرد و درآمد کلی ناخالص آن در دنیا در اوت ۲۰۰۷ به حدود ۴۰ میلیون دلار رسید.

### واکنش منتقدان
ممنتو مورد تحسین منتقدان قرار گرفت و در راتن تومیتوز امتیاز ۹۲ درصد را کسب کرد. جیمز براردینلی منتقد آنلاین فیلم به ممنتو چهار ستاره از چهار ستاره داد و آن را شماره یک ده فیلم برتر پایان سال و شماره شصت و سه در فهرست صد فیلم برتر تاریخ خود قرار داد.